# Успение Богородично (Доленци)
Вижте пояснителната страница за други значения на Успение Богородично.
„Успение Богородично“ (на македонска литературна норма: „Успение Богородично“) е възрожденска православна църква в демирхисарското село Доленци, Северна Македония. Църквата е под управлението на Крушевско-Демирхисарската епархия на Македонската православна църква.
Църквата е разположена в северния край на селото. В архитектурно отношение представлява еднокорабна сграда с полукръгъл дървен свод и малка тристранна апсида на изток. Построена е в 1851 година върху основите на по-стар храм. По-късно е продължена с трем на запад. Има фугирани фасади и покрив на две води с керемиди. Оригиналната част на църквата е изписана със стенописи. До храма има камбанария.